# Cantonul Saint-Simon
Cantonul Saint-Simon este un canton din arondismentul Saint-Quentin, departamentul Aisne, regiunea Picardia, Franța.

## Comune
- Annois
- Artemps
- Aubigny-aux-Kaisnes
- Bray-Saint-Christophe
- Castres
- Clastres
- Contescourt
- Cugny
- Dallon
- Dury
- Flavy-le-Martel
- Fontaine-lès-Clercs
- Grugies
- Happencourt
- Jussy
- Montescourt-Lizerolles
- Ollezy
- Pithon
- Saint-Simon (reședință)
- Seraucourt-le-Grand
- Sommette-Eaucourt
- Tugny-et-Pont
- Villers-Saint-Christophe